# シャントネー
シャントネー （Chantonnay）は、フランス、ペイ・ド・ラ・ロワール地域圏、ヴァンデ県のコミューン。

## 地理
ボカージュ・ヴァンデン地方の端に位置する。
町は19世紀から20世紀までタバリエール地区で炭鉱を操業するなど、豊かな地下資源を持つ地質学上の地下盆地の上にある。

## 歴史
- 1793年3月19日 - 正規兵で編成された共和国の部隊がサン・フィルベール・デュ・ポン・シャトー（現在はシャントネーの一部だが、当時はコミューン）で敗北した。内戦は地域を限定した対立を引き起こした[3]。
- 1793年9月5日に起きたシャントネーの戦いはヴァンデ戦争のひとつに数えられる。
- 1943年 - 4人のレジスタンスが捕らえられドイツの強制収容所へ送られた。

## 人口統計
| 1962年 | 1968年 | 1975年 | 1982年 | 1990年 | 1999年 | 2008年 | 2013年 |
| ------ | ------ | ------ | ------ | ------ | ------ | ------ | ------ |
| 4137   | 5135   | 6991   | 7235   | 7458   | 7541   | 8088   | 8271   |

参照元:1962年から1999年まで人口の2倍カウントなし。1999年までEHESS/Cassini、2004年以降INSEE

## 姉妹都市
- エーバーマンシュタット、ドイツ

### ノート
1. ↑  Réélu en 2001, 2008 et 2014.